# Tonni Adamsen
Tonni Adamsen (15 novembre 1994) è un calciatore danese, attaccante del Silkeborg.

## Carriera
Ha giocato nella prima divisione danese con il Silkeborg.

## Statistiche

### Presenze e reti nei club
Statistiche aggiornate al 28 ottobre 2022.
| Stagione         | Squadra          | Campionato       | Campionato | Campionato | Coppe nazionali | Coppe nazionali | Coppe nazionali | Coppe europee | Coppe europee | Coppe europee | Altre coppe | Altre coppe | Altre coppe | Totale | Totale |
| Stagione         | Squadra          | Comp             | Pres       | Reti       | Comp            | Pres            | Reti            | Comp          | Pres          | Reti          | Comp        | Pres        | Reti        | Pres   | Reti   |
| ---------------- | ---------------- | ---------------- | ---------- | ---------- | --------------- | --------------- | --------------- | ------------- | ------------- | ------------- | ----------- | ----------- | ----------- | ------ | ------ |
| 2018-2019        | Frem             | 2.D              | 28         | 8          | CD              | 2               | 2               | -             | -             | -             | -           | -           | -           | 28     | 3      |
| 2019-2020        | Frem             | 2.D              | 22         | 10         | CD              | 2               | 0               | -             | -             | -             | -           | -           | -           | 31     | 0      |
| 2020-gen. 2021   | Frem             | 2.D              | 11         | 4          | CD              | 0               | 0               | -             | -             | -             | -           | -           | -           | 31     | 0      |
| Totale Frem      | Totale Frem      | Totale Frem      | 61         | 22         |                 | 4               | 2               |               | -             | -             |             | -           | -           | 65     | 24     |
| gen.-giu. 2021   | Helsingør        | 1.D              | 12         | 4          | CD              | -               | -               | -             | -             | -             | -           | -           | -           | 12     | 4      |
| 2021-2022        | Helsingør        | 1.D              | 32         | 15         | CD              | 1               | 0               | -             | -             | -             | -           | -           | -           | 33     | 15     |
| lug.-ago. 2022   | Helsingør        | 1.D              | 1          | 0          | CD              | 1               | 2               | -             | -             | -             | -           | -           | -           | 2      | 2      |
| Totale Helsingør | Totale Helsingør | Totale Helsingør | 45         | 19         |                 | 2               | 2               |               | -             | -             |             | -           | -           | 47     | 21     |
| ago. 2022-2023   | Silkeborg        | SL               | 10         | 4          | CD              | 1               | 1               | UEL+UECL      | 1+5           | 0+1           | -           | -           | -           | 17     | 6      |
| Totale carriera  | Totale carriera  | Totale carriera  | 116        | 45         |                 | 7               | 5               |               | 6             | 1             |             | -           | -           | 129    | 51     |

## Palmarès

### Club

#### Competizioni nazionali
- Coppa di Danimarca: 1

Silkeborg: 2023-2024